# Березовка (Чаришський район)
Бере́зовка (рос. Берёзовка) — село у складі Чаришського району Алтайського краю, Росія.

## Населення
Населення — 719 осіб (2010; 793 у 2002).
Національний склад (станом на 2002 рік):
- росіяни — 96 %